# Fletcher Christian
Fletcher Christian (Brigham, 1764. szeptember 25. – Pitcairn-sziget, 1793. szeptember 20.) angol hajós, a legendás Bounty hajón lezajlott matrózlázadás vezére. A romantikus történetekkel ellentétben Christian önös érdekből választotta a lázadást, és önfejűsége, valamint állhatatlan viselkedése lett utóbb a veszte.

## A Bounty előtti élete
Christian man-szigeti kelta (ún. manxi) családból származott, a Cumberland nevű angol régióból. Fletcher a második gyermekként látta meg a napvilágot, Charles Christian helyi tősgyökeres nemes és Ann Dixon gyermekeként. Charles hamar meghalt, Fletcher mindössze négyéves volt még. Ezután magára maradt anyjával, aki azonban felelőtlen nő volt, és mire fia 15 éves lett, legalább 6500 font adósságot halmozott fel. Ann már-már az adósok börtönének küszöbén állt, amikor gyermekeivel apjuk őseinek hazájába, a Man-szigetre menekültek, ahol az angol hitelezők nem zargatták őket. Itt évi 40 fontos járadékból éldegéltek. Christian először Cockermourth-ba járt iskolába, ahol tanulótársa volt William Wordsworth későbbi angol költő.
Hányatott gyerekkora és részben az anyjától örökölt állhatatlan természete révén felnőttkorát konfliktusok egész sora jellemezte. Rendkívül sértődékeny, neurotikus alkat volt. Első ízben 1783-ban, 18 éves korában szolgált hajón az Indiába tartó Eurydice-n, amelyen majdnem két évet töltött, de még nem volt sok panasz rá. Ezután két jamaicai úton vett részt William Bligh kapitánnyal, aki érdekes módon szintén cornwalli kelta származású volt.

## Lázadóvezérként
1787-ben került a Bounty fedélzetére, szintén Bligh alantasaként, akinek az volt a feladata, hogy kenyérfacsemetéket vigyen Tahitiről Angliába. Az útnak nem volt túlzottan nagy jelentősége, ugyanis nem az európai lakosság élelmezésének feljavítására kellett a kenyérfa, mindössze olcsó és könnyen termelhető élelmiszert akartak biztosítani a különböző gyarmatokon élő rabszolgáknak. Egyebek mellett ez és a francia forradalom időközbeni kitörése okán a brit haditengerészet később már nem is nagyon törődött  a lázadók kézre kerítésével.
Útközben Bligh fedélzetmesterré tette Christiant, habár közte és Bligh között nem volt felhőtlen a viszony az ifjú Christian magatartása miatt. Bligh mindenesetre korrekt módon igyekezett vele bánni és a matrózok sem panaszkodhattak a kapitányra, mert becsülettel bánt a hajóval és a legénységgel.
Tahitira megérkezvén vagy félévet kenyérfa csemeték gyűjtésével foglalatoskodtak, ezért, hogy a matrózok ne unatkozzanak (ami fontos szempont a hadseregnél és a haditengerészetnél a morál és a kedv megőrzésére), Bligh megengedte, hogy a tahiti lakosokkal együtt éljenek, akik eleinte szívesen fogadták az angolokat. Bligh azonban túlságosan szabadjára engedte embereit, akik viszonyt folytattak a nőkkel és szinte átvették a szokásaikat. Néhány hónapon belül meglazult a fegyelem, ezért Bligh úgy döntött visszaszoktatja őket a korábbi matróz-életre, erre válaszul nemsokára felütötte a fejét a lázadás.
Christian egy Maimiti nevezetű tahiti lánnyal keveredett viszonyba, aki a helyi törzsfőnök lánya volt, s akitől gyermekei születtek utóbb. 1789. június 16-án tahiti szertartás szerint vette feleségül. Christian fegyelme hasonlóan a többi tengerészhez meglazult és a lázadás napján bódult állapotban fogta el felettesét. Bligh-t kirakták 18 hozzá hű tengerésszel egy csónakba, aki Timorba (részben a mai Kelet-Timor) hajózott. Christianék pedig visszamentek Tahitira, ahol azonnal konfliktusba keveredtek az emberekkel és társaikkal is, mivel többen Tahitin akartak maradni. Némi utánpótlásként magukkal hurcoltak pár embert a szigetről, férfiakat és nőket is. Addig bolyongtak az óceánon, mígnem kikötöttek a lakatlan Pitcairn-szigeten, amelyet nem jeleztek a hivatalos brit térképek és elegendő élelem is volt rajta. A hajóról a legfontosabb dolgokat levitték, a hajót pedig felgyújtották. A szigeten kunyhókat ácsoltak maguknak és önkéntes számkivetésben éldegéltek tovább.

## Halála
A sziget lakóinak élete nem volt olyan, mint a filmekben lefestett romantikus történet. A fehér tengerészek rászoktatták a tahiti férfiakat az alkoholra, amit ők eddig nem ismertek. Rendszeresen ittak és dorbézoltak, erőszakoskodtak a nőkkel és a gyerekekkel, közben az alkohol megfogyott és a maradék felett verekedések sora vette kezdetét.
Christian próbálta ugyan megszervezni a kolóniát, de a lázadók és a tahiti emberek mindvégig a saját fejük után jártak. Ő és több másik tengerész a velük érkezett tahiti férfiakat nem becsülte sokra, sőt mélységesen lenézte és arra kényszerítette őket, hogy helyettük dolgozzanak.
Maimititől három gyermeke született: Thursday October Christian (a születésnapja után, amely október 14.), Charles és egy lány, akit Mary Ann-nak hívtak. Gyermekeinek leszármazottai ma is élnek a Pitcairn-szigeteken, a Norfolk-szigeten, Ausztráliában, Új-Zélandon és az Amerikai Egyesült Államokban.
Christiant tahiti férfiak ölték meg négy másik lázadóval, akik le akarták rázni magukról a fehérek uralmát, s meg akarták szerezni maguknak az alkoholt és a nőket. Ezután a gyilkosokkal a többiek végeztek. Ami Christiannak nem sikerült, azt Ned Young és John Adams lázadók megtették: békés földművelő közösséget szerveztek.

## Emlékezete

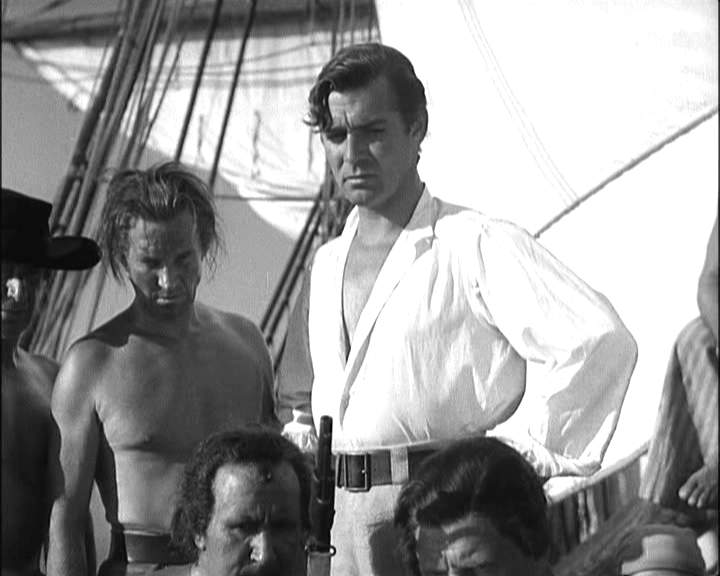
Clark Gable Fletcher Christian szerepében

A Bountyn lezajlott lázadásról több adaptáció is van a művészetben, de a leghíresebbek a mozifilmek. Az első film 1916-ban készült, Wilton Power játszotta Christian szerepét. 1933-ban és 1935-ben is készült két produkció, utóbbiban Clark Gable, előbbiben Errol Flynn játszotta Christiant. 1962-ben Marlon Brando, a Hollywoodi színészlegenda játszotta Fletcher Christiant, amely ugyan a bemutató évében becsődölt, később mégis klasszikussá vált Brando személye miatt. Az utolsó filmes feldolgozása az eseményeknek 1984-ben készült, akkor is egy Brandóhoz hasonló volumenű színész, Mel Gibson volt Christian. A 30-as évektől készült filmek általában Charles Nordhoff és James Norman Hall regényére a Lázadás a Bountyn-ra hagyatkoztak, amely sokkal inkább fikció, mintsem valóság: ebben formálták Christian személyét pozitívvá.

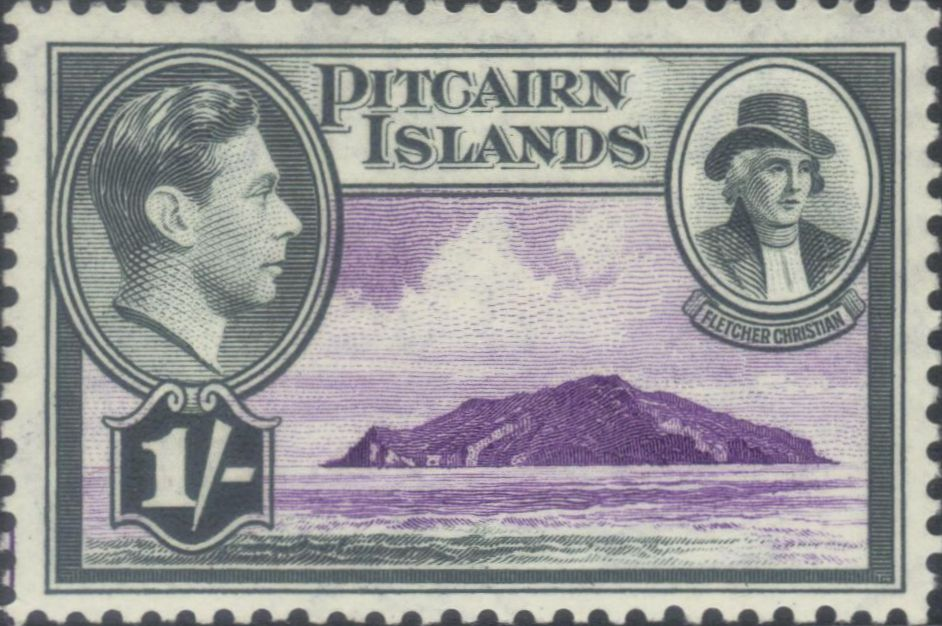
Pitcairn-szigeteki 1 shillinges (1/20 font sterling) postabélyeg VI. György király és Fletcher Christian portréjával.